# VdB 64
vdB 64 è una nebulosa a riflessione visibile nella costellazione della Lepre.
La sua posizione si individua con facilità, a circa 20 primi d'arco in direzione ENE rispetto alla stella η Leporis, di magnitudine 3,71; la nube appare come una macchia di gas azzurrognolo che circonda sul lato nord una stella di magnitudine 10,68 e sul lato sud un piccolo ammasso aperto di stelle giovani. La distanza è stimata sui 425 parsec (1386 anni luce) e viene così a trovarsi fisicamente sul bordo della superbolla nota come Bolla di Eridano, generata da esplosioni di supernovae e dal forte vento stellare combinato delle stelle più massicce dell'associazione OB Orion OB1b, le cui pareti più prossime al sistema solare si trovano in direzione della costellazione di Eridano.
L'espansione di questa superbolla ha causato l'innesco di fenomeni di formazione stellare in tutte le nubi circostanti, a causa della pressione esercitata su queste nubi; vdB 64 contiene infatti 7 stelle di pre-sequenza principale, di cui 4 sono stelle T Tauri, segno che i fenomeni di formazione stellare sono stati attivi in un passato astronomicamente recente. La nube è circondata inoltre da tenui filamenti di gas rilevabili nella banda dell'Hα.